# وادي ختبة
وادي ختبة ينحدر وادي ختبة من عدة أودية من أغوار بني التيم في السراة ويصب في وادي يبة أيضا ويمتد من ختبة ماراً ببني زهير ومملح مع وادي جرية حتى يصب في وادي خاط.
وهو من الأودية المعروفة وتقع على ضفافه من الجهة الجنوبية بنوحسين ومن الجهة الشماليه بلجدع تهامة.

## نبذة عن وادي ختبة
وادي ختبة تنحدر روافده أيضاً من شعاف وأغوار بنو التيم، ومن روافده أيضاً: وادي بني مليح، وعلى ضفاف وادي ختبة قامت عدد من القرى الجديدة بالإضافة إلى السابقة، نظراً لأن معظم الذين كانوا يعيشون بتلك المنحدرات والأغوار الغربية للسراة ، قد هجروا تلك لقرى لصعوبة الطرق المؤدية اليها، ومن ثم استقروا بختبه وغيرها.